# 메메킬론과
메메킬론과(Memecylaceae)는 도금양목에 속하는 속씨식물과의 일종이다. 이 과는 7개 속에 나무와 관목 430여 종을 포함하고 있다. APG III 분류 체계에서 야모란과에 포함시켜 분류했다. 메메킬론과는 열대 지방에 널리 분포한다.

## 하위 속
| - Lijndenia - 메메킬론속 (Memecylon) - Mouriri - Pternandra | - Spathandra - Votomita - Warneckea |